# Média cúbica
Em matemática, a média cúbica é definida como a raiz cúbica da média aritmética dos cubos de uma seqüência finita de números reais. É o caso particular de grau 3 da média generalizada.

## Definição
Sejam {\displaystyle x_{1},x_{2},x_{3}\ldots x_{n}\,} n números reais, então a média cúbica, denotada {\displaystyle M_{3}\,} é definida como:
{\displaystyle M_{3}:={\sqrt[{3}]{\frac {x_{1}^{3}+x_{2}^{3}+x_{3}^{3}+\ldots x_{n}^{3}}{n}}}}